# Tada Mitsuyori
Tada Mitsuyori (jap.多田 満頼; * 1501; † 1563) war ein Samurai der Dengoku-Zeit im Dienste der Takeda (Klan). Er ist bekannt als einer der 24 Generäle. Er kommt aus der Provinz Mino. Sein erster Dienstherr war Takeda Nobutora, anschließend dessen Sohn Takeda Shingen. Man weiß, dass er in über 29 Schlachten unter Shingen gekämpft hat, wie etwa in der Schlacht von Sezawa (1542) und bei der Belagerung von Uehara (1542). Er war sehr begabt bei Manövern in Dunkelheit, was er vor allem in Sezawa ausnutzen konnte. 1563 erlag er einer Krankheit.